# Peridroma puntaarende
Peridroma puntaarende är en fjärilsart som beskrevs av Otto Staudinger 1899. Peridroma puntaarende ingår i släktet Peridroma och familjen nattflyn. Inga underarter finns listade i Catalogue of Life.